# 위성 라디오
위성 라디오(satellite radio)는 국제전기통신연합(ITU)의 ITU 무선 규정(RR)에 의해 방송 위성 서비스로 정의된다. 위성 신호는 지상파 라디오 방송국보다 훨씬 넓은 지역에 걸쳐 전국적으로 방송되며, 이 서비스는 주로 자동차 탑승자를 대상으로 한다. 구독을 통해 이용 가능하며 대부분 상업용 무료이며 가입자에게 지상파 라디오보다 더 많은 방송국과 다양한 프로그램 옵션을 제공한다.
위성 라디오 기술은 2002년에 우주 재단 우주 기술 명예의 전당에 입성했다. 위성 라디오는 전국적인 디지털 라디오 방송을 위해 북미 지역에서 2.3GHz S 대역을 사용한다. 세계 다른 지역에서는 위성 라디오가 DAB용으로 할당된 1.4GHz L 대역을 사용한다.

## 같이 보기
- 디지털 멀티미디어 방송